# Halichoeres cyanocephalus
Halichoeres cyanocephalus là một loài cá biển thuộc chi Halichoeres trong họ Cá bàng chài. Loài này được mô tả lần đầu tiên vào năm 1791.

## Từ nguyên
Từ định danh cyanocephalus được ghép bởi hai âm tiết trong tiếng Hy Lạp cổ đại: kuáneos (κυάνεος; "xanh lam thẫm") và kephalês (κεφαλῆς; "đầu"), vì trong bản mô tả ban đầu, loài cá này được vẽ minh họa là có đầu màu xanh lam (thực tế là màu vàng).

## Phạm vi phân bố và môi trường sống
Từ bang Florida (Hoa Kỳ), H. cyanocephalus được phân bố trải dài về phía nam đến vịnh México và khắp vùng biển Caribe. H. cyanocephalus sống trên nền đáy đá vụn gần các rạn san hô ở độ sâu khoảng 10–91 m.
Dựa trên bằng chứng di truyền, quần thể trước đây được cho là H. cyanocephalus dọc theo bờ biển phía đông Nam Mỹ đã được công nhận là một loài hợp lệ, là Halichoeres dimidiatus.

## Mô tả
H. cyanocephalus có chiều dài cơ thể lớn nhất được ghi nhận là 30 cm. Cá cái có đầu và lưng màu vàng tươi (và cả vây lưng), thân trên màu xanh lam, chuyển thành trắng ở thân dưới và dưới đầu. Cá con có kiểu hình tương tự cá cái nhưng có thêm một đốm đen ở giữa vây lưng và trên gốc vây đuôi. Cá đực cũng tương tự cá cái và có một vệt sọc ngắn màu đỏ sẫm từ mắt băng ngược lên gáy. Vùng màu vàng lan rộng gần như khắp đầu (trừ cằm) và vùng màu xanh trở nên sẫm hơn. Vây đuôi gần như màu vàng toàn bộ. Vây lưng màu xanh thẫm, có rìa màu trắng.
Số gai ở vây lưng: 9; Số tia vây ở vây lưng: 12 (loài Halichoeres duy nhất ở vùng Caribe có 12 tia vây lưng, trong khi những loài còn lại có 11 tia); Số gai ở vây hậu môn: 3; Số tia vây ở vây hậu môn: 12; Số tia vây ở vây ngực: 13; Số gai ở vây bụng: 1; Số tia vây ở vây bụng: 5; Số vảy đường bên: 27.
Cá con của loài H. dimidiatus không có đốm đen trên vây lưng như H. cyanocephalus, và dải xanh lam trên cơ thể cá trưởng thành của H. dimidiatus không thu hẹp dần về phía đuôi như H. cyanocephalus.

## Sinh thái học
Cá con của H. cyanocephalus từng được ghi nhận là cá dọn vệ sinh ở bờ biển Brasil, nhưng thực ra là do xác định nhầm với H. dimidiatus.

## Thương mại
H. cyanocephalus đôi khi được đánh bắt trong các hoạt động buôn bán cá cảnh.